# Liste der Aussichtstürme im Kanton Uri
Die folgende Liste von Aussichtstürmen enthält Bauwerke im Kanton Uri, welche über für den Publikumsverkehr zugängliche Aussichtsmöglichkeiten verfügen.
| Bild                | Name des Turms                | Gemeinde  | Baujahr  | Gesamthöhe | Plattformhöhe | Bauwerkstyp | ZoomViewer Panoramabild |
| ------------------- | ----------------------------- | --------- | -------- | ---------- | ------------- | ----------- | ----------------------- |
| Burgruine Hospental | Turm der Herren von Hospental | Hospental | 13. J.h. | 17 m       | 16 m          | Stein       |                         |
| Meierturm           | Meierturm                     | Silenen   | 12. J.h. | 20 m       | 16 m          | Stein       |                         |
| Reussdeltaturm      | Reussdeltaturm                | Seedorf   | 2012     | 11 m       | 7 m           | Holz        |                         |
| Türmli              | Türmli                        | Altdorf   | 1250     | 34 m       | 18 m          | Stein       |                         |

Siehe auch: Liste von Aussichtstürmen in der Schweiz